# حزمة عدسية
الحزمة العدسية هي منطقة تربط الكرة الشاحبة بالحزمة المهادية. وهي مترادفة مع حقول فوريل. تتكون الحزمة المهادية من الحزمة العدسية والعروة العدسية وتمتد نحو المهاد.
تربط الحزمة العدسية الكرة الشاحبة بالمهاد.

## وصلات خارجية
- http://www.endotext.org/neuroendo/neuroendo3b/neuroendo3b_2.htm (see figure #12)
- http://isc.temple.edu/neuroanatomy/lab/atlas/mdbg/